# Landkreis Mühldorf am Inn
Landkreis Mühldorf am Inn er en landkreis i den østlige del af regierungsbezirk Oberbayern  i den tyske delstat Bayern.  Nabokreise er mod nord de niederbayerske Landkreise Landshut og Rottal-Inn, mod øst Landkreis Altötting, mod syd Landkreis Traunstein og Landkreis Rosenheim, mod sydvest Landkreis Ebersberg og mod vest Landkreis Erding.

## Geografi
Landskabet i landkreis Mühldorf strækker sig jævnt på begge sider af floden  Inn og strækker sig mod syd til dalen dannet af floden Isen.

## Historie
I 1802 blev byen Mühldorf, der siden  798 havde været en enklave af Ærkestiftet Salzburg indlemmet i Bayern. 1. Juli 1972 blev, i forbindelse med områdereformen i Bayern, kommunerne Haag, Gars, Kirchdorf, Reichertsheim, Rechtmehring og Maitenbeth (med et samlet areal på 170,155 km²) fra den tidligere Landkreis Wasserburg am Inn indlemmet i Landkreis Mühldorf.

## Byer og kommuner
Kreisen havde 115250  indbyggere pr.  2018-12-31

| Byer 1. Mühldorf am Inn (20323) 2. Neumarkt-Sankt Veit (6243) 3. Waldkraiburg (23442) Købstæder 1. Buchbach (3197) 2. Gars am Inn (3932) 3. Haag in Oberbayern (6520) 4. Kraiburg am Inn (3999) Kommunefrie områder (7,12 km²) 1. Mühldorfer Hart (7,12 km²) Kommuner 1. Ampfing (6576) 2. Aschau am Inn (3384) 3. Egglkofen (1172) 4. Erharting (939) 5. Heldenstein (2629) 6. Jettenbach (718) 7. Kirchdorf (1355) 8. Lohkirchen (753) 9. Maitenbeth (2029) 10. Mettenheim (3538) 11. Niederbergkirchen (1219) 12. Niedertaufkirchen (1426) 13. Oberbergkirchen (1688) 14. Oberneukirchen (851) 15. Obertaufkirchen (2591) 16. Polling (3328) 17. Rattenkirchen (980) 18. Rechtmehring (1913) 19. Reichertsheim (1642) 20. Schönberg (1082) 21. Schwindegg (3588) 22. Taufkirchen (1385) 23. Unterreit (1692) 24. Zangberg (1116) |

| Verwaltungsgemeinschafte 1. Gars am Inn (Markt Gars am Inn og Kommunen Unterreit) 2. Heldenstein (Kommunerne Heldenstein og Rattenkirchen) 3. Kraiburg am Inn (Markt Kraiburg am Inn og Kommunerne Jettenbach og Taufkirchen) 4. Maitenbeth (Kommunerne Maitenbeth og Rechtmehring) | 1. Neumarkt-Sankt Veit (Byen Neumarkt-Sankt Veit og Kommunen Egglkofen) 2. Oberbergkirchen (Kommunerne Lohkirchen, Oberbergkirchen, Schönberg og Zangberg) 3. Polling (Kommunerne Oberneukirchen og Polling) 4. Reichertsheim (Kommunerne Kirchdorf og Reichertsheim) 5. Rohrbach (Kommunerne Erharting, Niederbergkirchen og Niedertaufkirchen) |